# Parabelträger

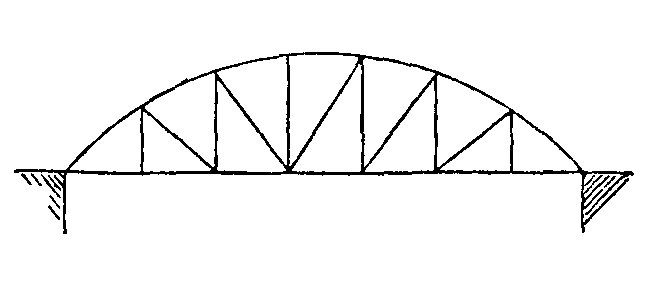
Parabelträger einer Brücke mit beidseitigem Widerlager

Ein Parabelträger ist ein Fachwerkträger mit einem geradlinigen Gurt und einem gemäß einer Parabel gekrümmten Gurt, deren Enden miteinander verbunden sind. Parabelträger erscheinen in der Seitenansicht als Kreissegment.
Eine Variante ist der Halbparabelträger. Beide werden gelegentlich auch als Bogenträger bezeichnet.
Die Knoten des Bogens liegen auf einer Parabel, die Verbindungsstäbe des Gurts zwischen den Knoten sind jedoch in der Regel gerade. Anstelle des parabelförmigen Verlaufs werden auch kreislinienförmige Bogen ausgeführt.
Der Parabelträger wurde als bowstring truss  oder genauer bowstring arch truss häufig an Brücken in England und insbesondere in Nordamerika ausgeführt. In moderneren Brücken wird er nicht mehr verwendet.
Mit dem Parabelträger lässt sich gegenüber einem Fachwerkträger mit parallelen, geraden Gurten eine Gewichtsersparnis von 10 bis 15 % erreichen, dem aber die höheren Herstellungskosten der gekrümmten Träger gegenüberstehen. Bei den in früheren Zeiten genieteten Verbindungen ergaben sich im Unterschied zum Halbparabelträger durch die spitzwinklige Zusammenführung der Gurte an den Enden Platzprobleme beim Positionieren der Nieten in den Knotenblechen.

## Brückenbau
Eine Brücke mit Parabelträger als charakteristischem Tragelement wird umgangssprachlich manchmal auch als Bogenbrücke bezeichnet. Der gekrümmte Gurt des Parabelträgers liegt typischerweise oberhalb des horizontalen Untergurts, der die Fahrbahn trägt. Der gekrümmte Obergurt wird dabei auf Druck belastet.
Alternativ können Parabelträger auch als Fischbauchträger ausgeführt werden. Der Bogen liegt dann unterhalb des gerade verlaufenden Gurts und wird in diesem Fall auf Zug belastet.
Üblicherweise befindet sich die Fahrbahn auf Höhe des Untergurts. Um eine ausreichende Durchfahrtshöhe für den Verkehr zu gewährleisten, können die Bögen des Obergurts darum nur im mittleren Teil des Parabelträgers durch Querverbände gegeneinander abgestützt werden. Nahe den beiden Enden des Bogens lägen die Querverbindungen so niedrig, dass sie die Durchfahrt blockierten. Diese beiden Probleme wurden durch die Weiterentwicklung zum Halbparabelträger vermieden.
Mit dem Parabelträger verwandte Formen sind der Linsenträger und der Pauliträger, bei denen auch der zweite Gurt parabelförmig gestaltet wurde.